# Johnny Ramone
Johnny Ramone, właściwie John William Cummings (ur. 8 października 1948 w Long Island w Nowym Jorku, zm. 15 września 2004 w Los Angeles) – amerykański gitarzysta, współzałożyciel zespołu Ramones, w którym występował (wraz z wokalistą Joeyem Ramone) aż do jego rozwiązania (1996). Został umieszczony na 28. pozycji w rankingu 100 Greatest Guitarists of All Time magazynu Rolling Stone.

## Kariera

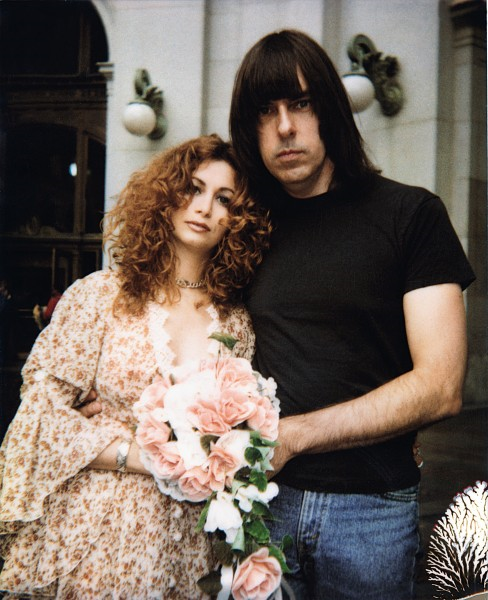
Johnny Ramone i jego żona – Linda

Wychowywał się w Forest Hills w nowojorskiej dzielnicy Queens. W latach młodzieńczych słuchał muzyki rockowej. Jako nastolatek grał w zespole Tangerine Puppets razem z Tamásem Erdélyi’m (znanym później jako Tommy Ramone). Później stał się zagorzałym fanem zespołu The Stooges oraz drużyny baseballowej New York Yankees – w tym czasie pracował w firmie budowlanej swojego ojca jako hydraulik.
Na początku lat 70. w swojej pracy poznał Douglasa Colvina (później znany jako Dee Dee Ramone), z którym połączyła go wspólna fascynacja muzyką The Stooges i MC5. W jednym ze styczniowych dni 1974 roku wybrali się razem do „Manny’s Guitar Emporium” w Nowym Jorku, gdzie Cummings kupił za 54$ używanego Mosrite’a Ventures II w kolorze niebieskim, a Colvin gitarę basową Danelectro. Wraz z Jeffreyem Hymanem (później znanym jako Joey Ramone) utworzyli zespół, do którego wkrótce dołączył również Erdélyi. Grupa przyjęła nazwę Ramones, a każdy z członków zespołu nazwisko Ramone (pomysł Colvina) – Jeffrey Hyman stał się Joeyem Ramone, Cummings – Johnnym Ramone, Colvin – Dee Dee Ramone, a Erdélyi – Tommym Ramone. Chociaż Johnny nie angażował się zbyt w twórczość zespołu (materiał tworzyli głównie Dee Dee i Joey), jego styl gry był kluczową częścią brzmienia Ramones.
W latach 80. pogorszyły się jego relacje z Joeyem, kiedy poślubił jego byłą dziewczynę – Lindę. Chociaż zespół pozostał razem jeszcze przez długie lata, kontakt pomiędzy nimi prawie zupełnie zanikł.
Wiele lat później, kiedy Joey umierał w szpitalu na raka, Johnny odmówił zatelefonowania do niego – jak potem wyjaśniał w dokumentalnym filmie End of the Century: The Story of the Ramones – ta próba byłaby daremna. Wspomniał również, że w pierwszych chwilach po śmierci Joeya pogrążył się w depresji. W książce Monte’ego Melnicka (byłego tour–menedżera Ramones) On the Road with The Ramones: Updated Edition tak wyraził się na temat współpracy z nim: „Bez niego nie robię nic. Był moim partnerem. Tęsknię za tym (za współpracą)”.
Johnny Ramone wystąpił również w kilkunastu filmach (w tym Rock ’n’ Roll High School) – w większości dokumentalnych.

## Przekonania polityczne
Johnny Ramone, jako jeden z niewielu wśród punkowej społeczności, był konserwatystą. Jego przekonania polityczne poznał cały świat w 2002 roku, kiedy zespół Ramones został wprowadzony do Rock and Roll Hall of Fame. Podczas wystąpienia na uroczystości – ubrany w T-shirt, podarte dżinsy i skórzaną kurtkę – wypowiedział słowa: God bless President Bush, and God bless America (Boże, błogosław prezydenta Busha i Amerykę). Pytany w wywiadzie o konserwatyzm stwierdził: Myślę, że Ronald Reagan był najlepszym prezydentem moich czasów. Kiedy zespół wydał w Wielkiej Brytanii singla Bonzo Goes to Bitburg (z tekstem krytykującym Ronalda Reagana, który w czasie pobytu w Niemczech złożył wizytę na wojskowym cmentarzu w Bitburgu, gdzie pochowani są m.in. oficerowie SS), Johnny położył nacisk na zmianę tytułu piosenki, znajdując w niej obraźliwą wymowę dla Ronalda Reagana – w efekcie czego piosenka trafiła na amerykański rynek z tytułem „My Brain Is Hanging Upside Down (Bonzo Goes to Bitburg)”. W tym samym wywiadzie stwierdził, że punk jest prawicowy.
Innym razem w wywiadzie dla gazety The Observer powiedział: Młodzi ludzie kierują się ku socjalliberalizmowi, i mam nadzieję, że zmieni się to, kiedy zobaczą, jaki świat jest naprawdę.

## Śmierć

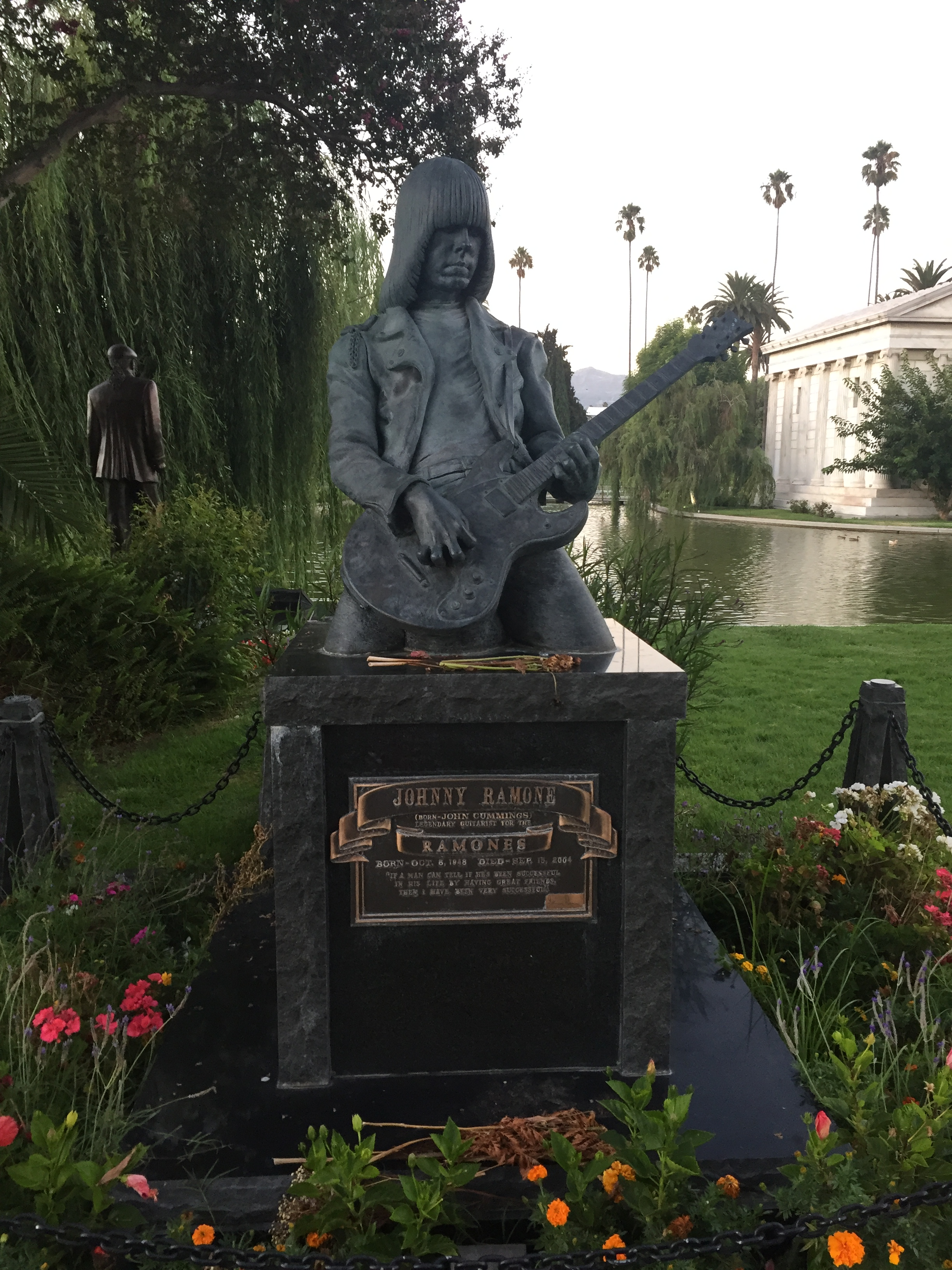
Pomnik Ramone’a na cmentarzu Hollywood Forever

Johnny Ramone zmarł 15 września 2004 w swoim domu w Los Angeles, w wieku 55 lat, po blisko 5-letniej walce z rakiem prostaty. Po jego śmierci ciało zostało poddane kremacji, a prochy zostały złożone w grobowcu na cmentarzu Hollywood Forever Cemetery (w pobliżu znajduje się grób Dee Dee Ramone, który zmarł dwa lata wcześniej).

### Dedykacje
W 2006 remake horroru The Wicker Man (w Polsce znany pt. Kult) został zadedykowany zmarłemu gitarzyście. Dokonał tego Nicolas Cage (odtwórca głównej roli i zarazem producent filmu), z którym Johnny się przyjaźnił. Eddie Vedder jadąc na pogrzeb Ramone’a napisał piosenkę „Life Wasted”, która później ukazała się w 2006 roku jako singel Pearl Jam.
Magazyn Rolling Stone umieścił Johnny’ego Ramone’a na 28. pozycji w rankingu 100 Greatest Guitarists of All Time („100 najlepszych gitarzystów wszech czasów”).

## Sprzęt

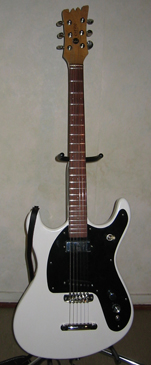
Gitara Johnny’ego Ramone, marki Mosrite

Praktycznie przez całą swoją karierę używał gitar firmy Mosrite i wzmacniaczy firmy Marshall. Jego ulubione modele to Marshall JCM 800 Master Volume 2203 i 2204 oraz JMP Master Volume i SLP 1959. Używał też tunera firmy BOSS.

## Technika
Znany był ze swojego własnego stylu. Najbardziej charakterystyczne było kostkowanie z góry i gra na pełnych akordach. Piosenki komponował na zasadzie zwrotka, refren, zwrotka, głównie w metrum 4/4.